# اتحادیه فوتبال ژاپن
فدراسیون فوتبال ژاپن (به ژاپنی:Nippon Sakkā Kyōkai, 日本サッカー協会) نهاد اداره‌کننده فوتبال در ژاپن است. این نهاد در سال ۱۹۲۱ پایه‌گذاری شد و اکنون عضو کنفدراسیون فوتبال آسیا است. فدراسیون مسئول سازماندهی تیم ملی فوتبال ژاپن و جی‌لیگ ژاپن محسوب می‌شود.

## تاریخچه
این سازمان در سال ۱۹۲۱ به عنوان بزرگ فدراسیون فوتبال ژاپن تأسیس شد (大日本蹴球協会, Dai-Nippon Shūkyū Kyōkai) و در همان سال به عضویت فیفا درآمد.

## اسپانسرها
ژاپن یکی از بالاترین درآمدها رو از اسپانسرها دارد برای تیم ملی. در سال ۲۰۰۶ درآمد حاصل از اسپانسرها به بیش از ۱۶،۵۰۰،۰۰۰ پوند رسید.
اولین اسپانسرها شامل کیرین، آدیداس، پاناسونیک، اعتباری سیسون،
فامیلی مارت، فوجی فیلم، همه خطوط هوایی ژاپن، بانک یوکوهاما، ان تی تی دوکومو و نیسان.